# Harald Jeansson

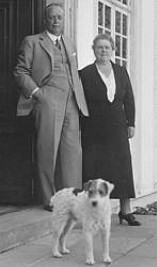
Harald och Greta Jeansson.

Harald Jeansson, född 1 november 1881 i Kalmar, död 10 november 1964 i Stockholm, var en svensk skeppsredare och donator samt mellan 1916 och 1919 Norges vicekonsul i Kalmar.

## Biografi
Harald Jeansson tillhörde släkten Jeansson som under flera generationer spelade en framträdande roll i näringslivet i Kalmar. Han var son till grosshandlaren Leonard Jeansson (1851–1907) och övertog faderns kol- och rederifirma som han ombildade till aktiebolag 1916. Han grundade Ångfartygs AB Kjell och förvärvade 1918 Boda glasbruk. 1908 gifte han sig med Greta (född Wåhlin).
År 1919 flyttade paret till Stockholm. Han fortsatte att vara verkställande direktör såväl i fädernefirman som i Ångfartygs AB Kjell samt i det nytillkomna Kalmar rederi AB. 1927 grundades på hans initiativ Rederi AB Mercurius i Påskallavik vid Kalmarsund. 1932 förvärvade han Ådö säteri, Låssa socken i nuvarande Upplands-Bro kommun där han bosatte sig med sin familj under sommartid. Jeansson blev kommendör av första klassen av Vasaorden 1956.

## Jeanssons fond och stiftelser
Genom en donation av Harald Jeansson på 100 000 kronor tillkom 1942 vid Karolinska institutet Professor Erik Ahlströms fond för obstetrisk-gynekologisk forskning. Genom donationsbrev 1947 och 1959 inrättade Jeansson en stiftelse för medicinsk forskning med namnet Harald och Greta Jeanssons Stiftelse. I enlighet med hans testamente inrättades år 1965 ytterligare en stiftelse för samma ändamål, Harald Jeanssons Stiftelse. De två stiftelserna, som står under gemensam förvaltning, har anknytning till Karolinska institutet och Stockholms Universitet och skall användas ”till understöd av vetenskaplig forskning inom medicinens område och sådan forskning inom andra naturvetenskapsgrenar, vilken är avsedd att komma läkarvetenskapen till godo”. Enligt stiftelsens stadgar skall det alltid finnas en företrädare för familjen representerad i stiftelsen.